# Ivana Brlićová-Mažuranićová
Ivana Brlićová-Mažuranićová (18. duben 1874, Ogulin – 21. září 1938, Záhřeb) byla chorvatská spisovatelka literatury pro děti narozená na území někdejšího Rakousko-Uherska. Její nejznámější knihou je Čudnovate zgode šegrta Hlapića (Podivuhodné příběhy učně Chlapíka), která byla přeložená do mnoha jazyků. Do češtiny ji přeložil roku 1930 Josef Filouš (pod názvem Podivuhodné příběhy ševcovského učně) a do slovenštiny roku 1940 Koloman F. Gerladiny. Někdy je Brlićová-Mažuranićová nazývána „chorvatským Andersenem“. Často užívala motivů ze slovanské mytologie, proto je také někdy přirovnávána též k Tolkienovi. Jejím dědečkem byl chorvatský bán a spisovatel období romantismu Ivan Mažuranić (Smrt Smail-agy Čengiće aj.), strýcem pak cestovatel a realistický spisovatel Vladimir (Fran) Mažuranić. Byla první ženou, která se stala členkou Jugoslávské akademie věd a umění (1937). Dlouho trpěla depresemi, roku 1938 spáchala sebevraždu. V anketě Největší Chorvat (Najveći Hrvat), kterou podle vzoru britské soutěže Great Britons vyhlásil v roce 2003 chorvatský týdeník Nacional, a v níž měli Chorvaté zvolit největší osobnost chorvatské historie, obsadila 34. místo.